# 医师执照
医师执照（英語：Medical license）是一种能證明个人可以合法行医的职业执照。大多数国家都有此類执照，医师执照由政府批准的特定專業協會或由政府机构直接颁发。此外并非所有拥有医学学位的人都能自动获得医师执照，他們通常必須通過有關機構設立的考試才能獲得医师执照。医学院的毕业生获得医师执照後才能合法行醫並成為一名醫生。
如果医师由于能力不足、健康原因或违反医学伦理等因素被认为不能繼續從醫，他們的醫師執照可能会被吊销（p. 6）